# Tetraopidion geminatum
Tetraopidion geminatum là một loài bọ cánh cứng trong họ Cerambycidae.